# Saison 2008 de l'équipe cycliste Silence-Lotto
La saison 2008 est la quatrième année d'activité de l'équipe cycliste Silence-Lotto.

## Effectif

### Coureurs
| Effectif 2008            | Effectif 2008     | Effectif 2008 | Effectif 2008                                 |
| Cycliste                 | Date de naissance | Pays          | Équipe précédente                             |
| ------------------------ | ----------------- | ------------- | --------------------------------------------- |
| Mario Aerts              | 31 décembre 1974  | Belgique      | T-Mobile (2004)                               |
| Volodymyr Bileka         | 6 février 1979    | Ukraine       | Discovery Channel (2007)                      |
| Christophe Brandt        | 6 mai 1977        | Belgique      | Lotto-Domo (2004)                             |
| Dario Cioni              | 2 décembre 1974   | Italie        | Liquigas (2006)                               |
| Dominique Cornu          | 10 octobre 1985   | Belgique      | Bodysol-Win For Life-Jong Vlaanderen (2006)   |
| Francis De Greef         | 2 février 1985    | Belgique      | Davitamon-Win For Life-Jong Vlaanderen (2007) |
| Wim De Vocht             | 29 avril 1982     | Belgique      | Relax-Bodysol (2004)                          |
| Dries Devenyns           | 22 juillet 1983   | Belgique      | Beveren 2000 (2006)                           |
| Glenn D'Hollander        | 28 décembre 1974  | Belgique      | Chocolade Jacques-Topsport Vlaanderen (2007)  |
| Bart Dockx               | 2 septembre 1981  | Belgique      | Relax-Bodysol (2004)                          |
| Cadel Evans              | 14 février 1977   | Australie     | T-Mobile (2004)                               |
| Gorik Gardeyn            | 17 mars 1980      | Belgique      | Unibet.com (2007)                             |
| Nick Gates               | 10 mars 1972      | Australie     | Lotto-Domo (2004)                             |
| Leif Hoste               | 17 juillet 1977   | Belgique      | Discovery Channel (2006)                      |
| Pieter Jacobs            | 6 juin 1986       | Belgique      | Unibet.com (2007)                             |
| Olivier Kaisen           | 30 avril 1983     | Belgique      | RAGT Semences (2005)                          |
| Matthew Lloyd            | 24 mai 1983       | Australie     | Southaustralia.com-AIS (2006)                 |
| Robbie McEwen            | 24 juin 1972      | Australie     | Lotto-Domo (2004)                             |
| Yaroslav Popovych        | 4 janvier 1980    | Ukraine       | Discovery Channel (2007)                      |
| Jürgen Roelandts         | 2 juillet 1985    | Belgique      | Davitamon-Win For Life-Jong Vlaanderen (2007) |
| Bert Roesems             | 14 octobre 1972   | Belgique      | Relax-Bodysol (2004)                          |
| Roy Sentjens             | 15 décembre 1980  | Belgique      | Rabobank (2006)                               |
| Geert Steurs             | 24 septembre 1981 | Belgique      | Pictoflex Bikeland Hyundai (2006)             |
| Maarten Tjallingii       | 5 novembre 1977   | Pays-Bas      | Skil-Shimano (2007)                           |
| Greg Van Avermaet        | 17 mai 1985       | Belgique      | Bodysol-Win For Life-Jong Vlaanderen (2006)   |
| Jurgen Van den Broeck    | 1 février 1983    | Belgique      | Discovery Channel (2006)                      |
| Wim Van Huffel           | 28 mai 1979       | Belgique      | Vlaanderen-T-Interim (2004)                   |
| Johan Vansummeren        | 4 février 1981    | Belgique      | Relax-Bodysol (2004)                          |
| Wim Vansevenant          | 23 décembre 1971  | Belgique      | Lotto-Domo (2004)                             |
|                          |                   |               |                                               |
| Source : ProCyclingStats |                   |               |                                               |

## Bilan de la saison

### Victoires
UCI ProTour
| Date       | Course                       | Pays      | Classe | Vainqueur        |
| ---------- | ---------------------------- | --------- | ------ | ---------------- |
| 01/05/2008 | 2e étape du Tour de Romandie | Suisse    | PT     | Robbie McEwen    |
| 16/06/2008 | 3e étape du Tour de Suisse   | Suisse    | PT     | Robbie McEwen    |
| 17/06/2008 | 4e étape du Tour de Suisse   | Suisse    | PT     | Robbie McEwen    |
| 07/09/2008 | Vattenfall Cyclassics        | Allemagne | PT     | Robbie McEwen    |
| 18/09/2008 | 5e étape du Tour de Pologne  | Pologne   | PT     | Jürgen Roelandts |

Circuits continentaux de cyclisme
| Date       | Course                                                           | Pays             | Classe            | Vainqueur |
| ---------- | ---------------------------------------------------------------- | ---------------- | ----------------- | --------- |
| 18/02/2008 | 2e étape du Tour d'Andalousie                                    | Espagne          | Cadel Evans       |           |
| 07/03/2008 | 4e étape du Giro del Capo                                        | Afrique du Sud   | Dominique Cornu   |           |
| 13/03/2008 | 4e étape de Paris-Nice                                           | France           | Cadel Evans       |           |
| 27/03/2008 | 3e étape de la Semaine internationale Coppi et Bartali           | Italie           | Cadel Evans       |           |
| 29/03/2008 | Classement général de la Semaine internationale Coppi et Bartali | Italie           | Cadel Evans       |           |
| 30/05/2008 | 3e étape du Tour de Belgique                                     | Belgique         | Greg Van Avermaet |           |
| 28/07/2008 | 3e étape du Tour de Wallonie                                     | Belgique         | Greg Van Avermaet |           |
| 11/08/2008 | 2e étape du Tour de l'Ain                                        | France           | Greg Van Avermaet |           |
| 19/08/2008 | Grand Prix de la ville de Zottegem                               | Belgique         | Roy Sentjens      |           |
| 08/09/2008 | 9e étape du Tour d'Espagne                                       | Espagne          | Greg Van Avermaet |           |
| 13/09/2008 | Paris-Bruxelles                                                  | Belgique         | Robbie McEwen     |           |
| 04/10/2008 | 3e étape du Circuit franco-belge                                 | France/ Belgique | Jürgen Roelandts  |           |

Championnats nationaux
| Date       | Course                            | Pays      | Classe | Vainqueur        |
| ---------- | --------------------------------- | --------- | ------ | ---------------- |
| 13/01/2008 | Championnat d'Australie sur route | Australie | CN     | Matthew Lloyd    |
| 29/06/2008 | Championnat de Belgique sur route | Belgique  | CN     | Jürgen Roelandts |